# Refuge de ski Snow Creek
Le refuge de ski Snow Creek, en anglais Snow Creek Ski Hut, est un refuge de montagne américain dans le comté de Mariposa, en Californie. Situé à 2 362 mètres d'altitude dans la sierra Nevada, il est protégé au sein du parc national de Yosemite. Construit en 1929 dans un style hybride empruntant à l'architecture rustique du National Park Service, il est rénové en 2006. Il est inscrit au Registre national des lieux historiques depuis le 18 juillet 2014.